# Safnern
Safnern es una comuna suiza del cantón de Berna, situada en el distrito administrativo de Biel/Bienne. Limita al norte con las comunas de Pieterlen y Meinisberg, al este con Büren an der Aare y Meienried, al sur con Scheuren y Orpund, y al occidente con la ciudad de Biel/Bienne.
Situada históricamente en el distrito de Nidau hasta su desaparición el 31 de diciembre de 2009.

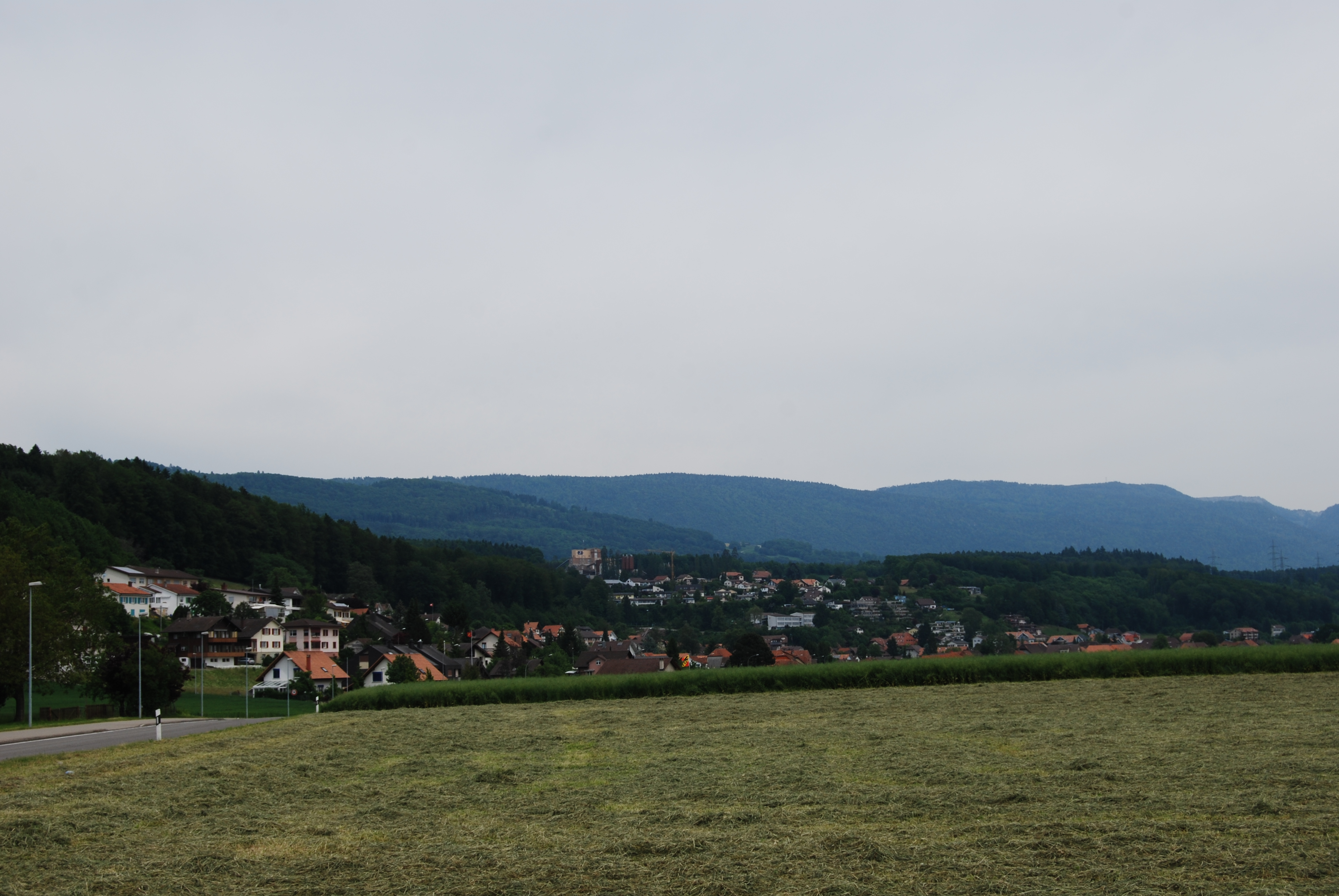
Safnern